# Finlandia ai Giochi della XVI Olimpiade
La Finlandia ha partecipato ai Giochi della XVI Olimpiade che si sono svolti a Melbourne dal 22 novembre all'8 dicembre 1956 
ed a Stoccolma dall'11 al 17 giugno dello stesso anno (solo per gli eventi equestri) 
con una delegazione di 71 atleti, di cui 1 donna, impegnati in 15 discipline,
aggiudicandosi 3 medaglie d'oro, 1 medaglia d'argento e 11 medaglie di bronzo.

## Medagliere

### Per discipline
| Sport              | Oro | Argento | Bronzo | Totale |
| ------------------ | --- | ------- | ------ | ------ |
| Lotta greco-romana | 2   | 0       | 0      | 2      |
| Tiro               | 1   | 0       | 1      | 2      |
| Pentathlon moderno | 0   | 1       | 2      | 3      |
| Atletica leggera   | 0   | 0       | 3      | 3      |
| Lotta libera       | 0   | 0       | 2      | 2      |
| Canottaggio        | 0   | 0       | 1      | 1      |
| Ginnastica         | 0   | 0       | 1      | 1      |
| Pugilato           | 0   | 0       | 1      | 1      |
| Totale             | 3   | 1       | 11     | 15     |

### Medaglie
| Medaglia | Atleta                                                                                           | Sport              | Evento                           |
| -------- | ------------------------------------------------------------------------------------------------ | ------------------ | -------------------------------- |
| Oro      | Rauno Mäkinen                                                                                    | Lotta greco-romana | Pesi piuma                       |
| Oro      | Kyösti Lehtonen                                                                                  | Lotta greco-romana | Pesi leggeri                     |
| Oro      | Pentti Linnosvuo                                                                                 | Tiro               | Pistola 50 metri                 |
| Argento  | Olavi Mannonen                                                                                   | Pentathlon moderno | Gara individuale                 |
| Bronzo   | Voitto Hellstén                                                                                  | Atletica leggera   | 400 metri piani                  |
| Bronzo   | Veikko Karvonen                                                                                  | Atletica leggera   | Maratona                         |
| Bronzo   | Jorma Valkama                                                                                    | Atletica leggera   | Salto in lungo maschile          |
| Bronzo   | Kauko Hänninen Reino Poutanen Veli Lehtelä Toimi Pitkänen Tim. Matti Niemi                       | Canottaggio        | Quattro con maschile             |
| Bronzo   | Raimo Heinonen Onni Lappalainen Olavi Leimuvirta Berndt Lindfors Martti Mansikka Kalevi Suoniemi | Ginnastica         | Concorso a squadre maschile      |
| Bronzo   | Erkki Penttilä                                                                                   | Lotta libera       | Pesi piuma                       |
| Bronzo   | Taisto Kangasniemi                                                                               | Lotta libera       | Pesi massimi                     |
| Bronzo   | Wäinö Korhonen                                                                                   | Pentathlon moderno | Gara individuale                 |
| Bronzo   | Olavi Mannonen Wäinö Korhonen Berndt Katter                                                      | Pentathlon moderno | Gara a squadre                   |
| Bronzo   | Pentti Hämäläinen                                                                                | Pugilato           | Pesi piuma                       |
| Bronzo   | Vilho Ylönen                                                                                     | Tiro               | Carabina 300 metri tre posizioni |